# Дворац Букелеон
Ако тражите истоимено цариградско пристаниште, погледајте чланак Пристаниште Букелеон.
Дворац Букелеон (грч. Βουκολέων, стари називи Хормисдова кућа или Јустинијанова кућа) је један од царских двораца византијских царева који се налазио у склопу Великог двора. Подигнут је у 9. веку на темељима грађевине из 5. века на обали Мраморног мора у склопу морских бедема и од тада до 11. века је коришћен је као главно пребивалиште царева. Користили су га и латински цареви, да би после ослобођења Цариграда 1261. године био напуштен као царско пребивалиште. Данас је од њега остала само фасада окренута ка мору коју су сквотирали бескућници, алкохоличари и наркомани, док је остатак грађевине порушен 1873. године да би се туда провукле железничке шине.

## Називи
Хормисда односно Хормисдина кућа је најстарији назив грађевине на овом месту и вероватно води порекло од резиденције персијског принца Хормисда, који је као пребег живео на двору Констанција II.
Јустинијанова кућа се такође користи за рану грађевину, а порекло води од византијског цара Јустинијана I.
Дворац Букелеон је своје име добио од имена једног од цариградских пристаништа Букелеон (грч. Βουκολέων) (види:Пристаниште Букелеон), које је у 6. веку подигао Јустинијан I. Назив води порекло од две скулптуре бика (грч. βους) и лава (грч. λέων) које су красиле пристаниште.

## Прошлост дворца
[[Датотека:Dv_buk_4.jpg|мини|лево|300п|Остаци дворца Букелеон и http://www.byzantium1200.com/images/bucoleon1.jpg Архивирано на веб-сајту  (15. децембар 2006) (језик: енглески)